# 姜健
姜 健（カン・ゴン、강건）は、朝鮮民主主義人民共和国（北朝鮮）の満州派に属する軍人。本名は姜 信泰(カン・シンテ、강신태)。朝鮮人民軍初代総参謀長。アメリカ軍将兵からはキングコングと呼ばれた。息子に北朝鮮の軍人の姜昌柱(カン・チャンチュ、강창주)。

## 経歴
1918年、慶尚北道尚州市の貧農に生まれる。幼少時に両親に連れられ満州に移住。寧安市で学んでいる時に中国共産主義青年団に加入。1930年代初めから抗日運動に参加し東北抗日聯軍第5軍に所属してパルチザン活動。1936年、第5軍第3師第9団政治委員。後に第2路軍総指揮部警衛隊代政治委員。
1940年12月、党幹部会議が開かれ、北野営党臨時委員会書記。
1942年、第88特別旅団第2大隊政治委員。1943年秋に柴世榮が行方不明になると後任として第4大隊長に就任。ソ連軍大尉。
1945年9月、延吉市に到着しソ連軍延吉警備司令部副司令として活動。東北地区居住朝鮮人の中で威信が高く、周保中の信頼を受けていた。東北地区居住朝鮮人に軍隊に入隊することを訴え、多くの人が武器と冬服を持って入隊し、7千人の兵力からなる警備第1団（団長：朴洛権）、第2団（団長：崔明錫）、第3団（団長：朴根植）を結成した。また中国共産党延辺委員会を組織し、党書記に就任。1946年1月、東北民主連軍吉東軍区司令員兼延吉警備第1旅旅長。
1946年5月以降、北朝鮮で民主基地論が形成され、その根拠地の確立に幹部の不足が問題となったため、同年7月に帰国した。帰国後、朝鮮人民軍第2師団長に就任。1948年3月に朝鮮労働党中央委員に選出され朝鮮人民軍中将。1948年2月、初代総参謀長に就任。ついで1950年6月、前線指揮部総参謀長。
朝鮮戦争中の1950年9月8日、戦死。1950年9月、最高人民会議から朝鮮民主主義人民共和国英雄を授与される。

## 評価
- 兪成哲によれば、軍事戦術に優れており、命令に絶対服従する典型的な軍人であった[15]。このことから金日成よりもソ連人の信任を得て、戦後も朝鮮ではなく満州に派遣された[15]。
- 許真は「政治学および戦闘訓練でいつも金日成より成績が良かった。物事に対する判断力と記憶力、事業組織力が秀でていて、参謀たちからも非常に有能な人物と評価された。ロシア語も早く学び、通訳がいなくてもソ連の指揮官たちと意見を交換できる程度だった」と評している[16]。
- 後年、彼の名を冠した姜健総合軍官学校（朝鮮語版）が設立され1968年には姜健の銅像が建立される[4]。また、人民軍第2師団は「近衛姜健第2歩兵師団」の称号を与えられている[17]。また、金正恩体制下の2025年に進水した崔賢級駆逐艦の2番艦に彼の名が冠せられている。

## 勲章
- 赤旗勲章 1945年9月[18]
- 第2級国旗勲章[19]